# 外肛動物
外肛動物（がいこうどうぶつ、学名：Bryozoa または Ectoprocta）は、小さな群体を作って生活する動物である。サンゴに似た炭酸カルシウムなどの外壁からなる群体を作る。一般にはコケムシの名で呼ばれる。温帯から熱帯の海を好むが、世界中に分布する。約８,000種が確認され、その何倍もの種類の化石が知られている。

## 形態
外肛動物の群体は、山型、扇型、小枝型、栓抜き型など様々な形をとる。外壁には小さな穴が無数に開いていて、それぞれが個虫 (zooid) と呼ばれる個々の個体である。これらは口から肛門まで続く消化管からなる真体腔の構造も持っている。口の周りの触手には繊毛が生えている総担（ふさかつぎ）と呼ばれる構造があり、珪藻や藻類を含む微生物を捕まえて餌とする。これは繊毛の生えた触手が口を囲んで配置したもので、全体をまとめて触手冠をなす。触手冠は、完全に動物体の内部に引き込むことができる。

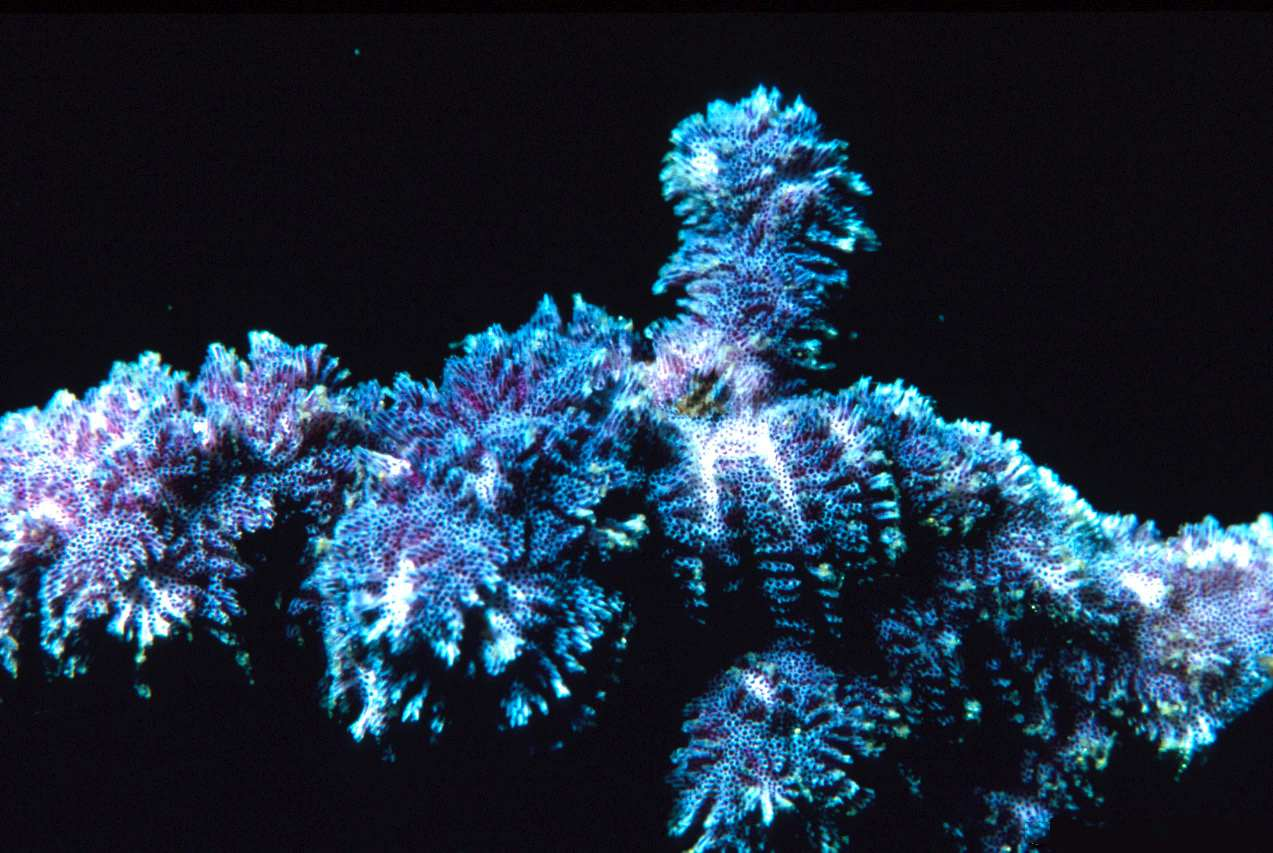
サンゴ様のCostazia costazi

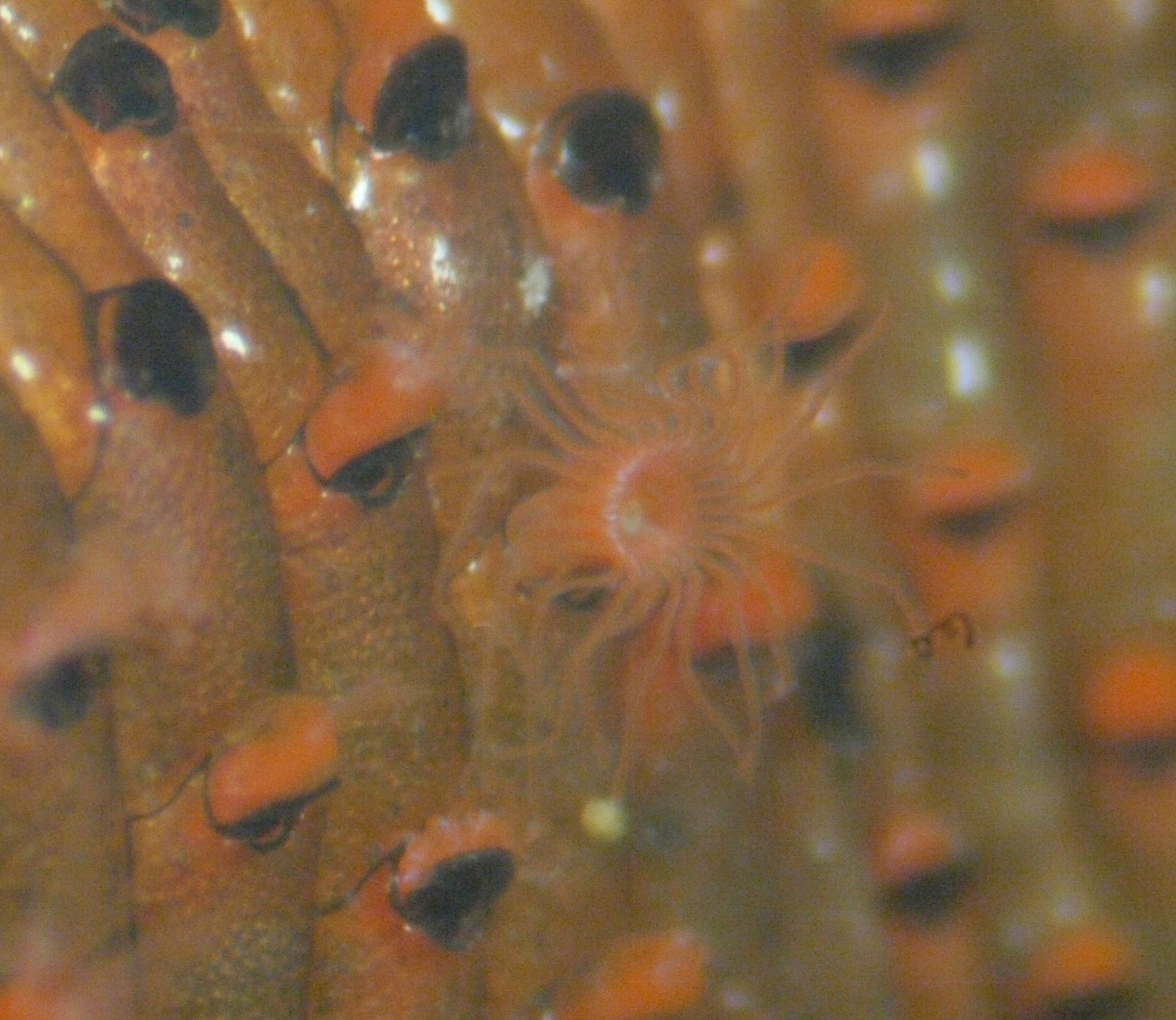
チゴケムシの触手

### 触手冠
触手冠はこの動物のよく目立つ特徴であるが、その形には大きく2つの形がある。1つは円形に配置するもので、もう1つはそれが大きく曲がってU字型（馬蹄型）になったものである。前者は主に海産である裸喉綱と狭喉綱にみられ、後者はすべて淡水産の掩喉綱にのみみられる。ただし、掩喉綱の Fredericella 科は例外的に円形の触手冠を有している。裸喉綱や狭喉綱にみられる円形の触手冠では、その内側は例えばイソギンチャクの口盤のような広い面を持っておらず、触手の寄り集まったところに口が開く。掩喉綱のU字型の触手冠では、U字の底にあたる部分に口が開き、その両側の触手の列が大きく同一方向に伸びたような形になっている。肛門は触手冠のすぐ外に開く。掩口綱ではU字の底、口のある位置近くに開く。触手は繊毛に覆われていて、繊毛を使うことによって水流を作り、餌を口まで運ぶ。

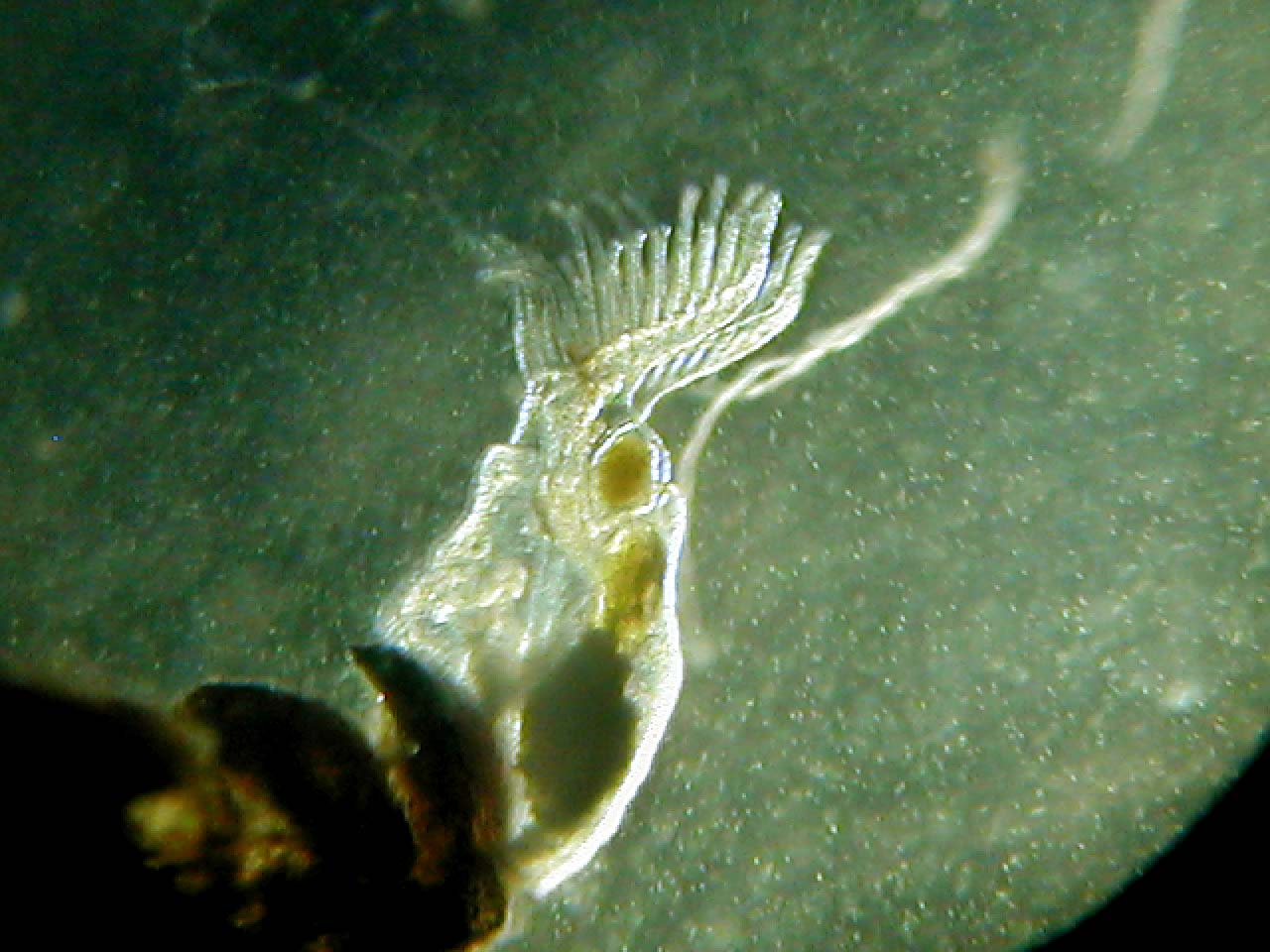
掩喉類の触手冠

### 内部構造
外肛動物は小さすぎるため、きちんとした呼吸器系や循環器系を持たないが、神経系や骨格系は持っている。
骨格は、結晶学的解析によると、方解石やアラレ石に似た構造が見られる。
消化管はU字型に湾曲しており、咽頭から食道を通り、噴門、盲嚢、幽門と3つの部分に分かれた胃へと続く。幽門から小腸を経て直腸、肛門につながっている。ある種では、噴門の前に砂嚢がある。消化管系は、個虫がそれぞれ持つ器官であるが、群体を作る時に再構成される。多くの外肛動物では一部の若い個虫しか消化機能を持たない。
大きさが小さいために、外肛動物には循環系がない。ガス交換は体表全体で行うが、特に触手の部分で盛んである。

### 群体内の多形
裸喉綱では、群体を構成する個虫に多形がみられる例が多い。触手を持ち、えさをとる普通の個虫を常個虫という。これに対して、特殊な形になったものを異形個虫と呼んでいる。以下のようなものが知られる。
- 空個虫：個虫本体は退化し、個虫の部屋のみが残ったもの。群体の支持を担う。
- 鳥頭体：個室の入り口がくちばし状になって突出したもの。外敵の防衛や群体の清掃。
- 振鞭体：長い鞭状の突起が生じたもの。同じく外敵の防衛や群体の清掃。
- 卵室：卵を保持。

群体内の個虫はすべて無性生殖によって増えたもののため、遺伝的に同一である。そのため、自ら繁殖しない個虫も、他の個虫の繁殖を助けることによって、次世代に遺伝子を残すことができると考えられる。すなわち、個虫の機能分化は、社会性昆虫のカースト分化などと同様に、血縁淘汰によって説明することができる。

## 生殖と発生

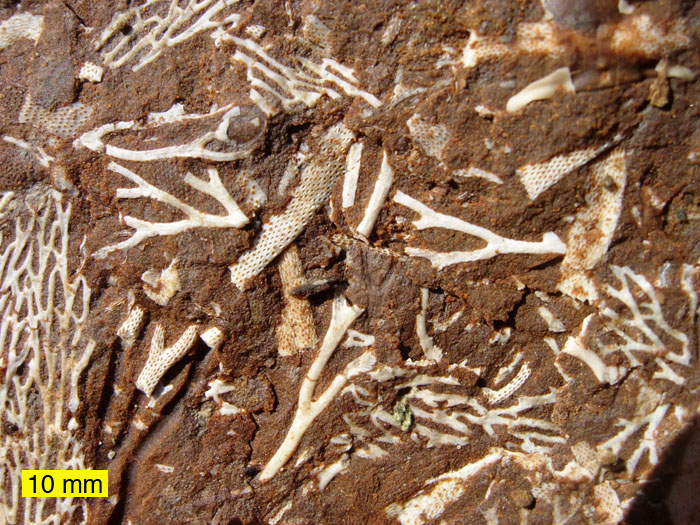

一部の例外を除いて外肛動物の個虫は雌雄同体である。外肛動物は無性生殖も有性生殖も行う。有性生殖ではキフォナウテス幼生などの幼生を生じる。無性生殖では新しい個虫を出芽によって形成することにより、群体が大きく成長する。群体の一部が壊れることにより、それぞれの破片が成長して新しい群体となる場合もある。このようにしてできた群体は、群体内の個虫同様にクローンである。
掩喉綱では、無性生殖により休芽が形成される。これは二枚のキチン質の殻に包まれたもので、耐久性があり、冬をこれで乗り切るほか、水鳥の足などにくっついて分布を拡大するにも役立っているとされる。
なお、幼生が変態したり休芽が発芽して生じた最初の個虫のことは、初虫 (ancestrula) と呼ばれる。

## 生態
ほとんどの外肛動物は海に生息するが、淡水中に生息する種類も70種ほど知られている。水中では、砂地、岩地、貝殻や木、海草の上などどのような場所にも存在する。しかしある種は固い基質の上では育てず、堆積物上で生活する。また、8,200mもの深海で生息する種もいるが、多くは浅い場所で生活する。多くの外肛動物は固着性で自分では動けないが、一部の種は砂地を這うことができ、単独で動き回りながら生活する種もある。また南極海を漂いながら生きる種もいる。
外肛動物の群体は数百万匹もの個体が集まってできることもある。個体の大きさはミリメートル以下だが、群体の大きさは数ミリメートルから時には数メートルにも達する。一部では、群体を構成する各個虫に機能分化がみられる。餌を集める通常の個体に対して、群体を支持・強化する個虫や、掃除をする個虫もいる。
一方、外肛動物自体はウニや魚の餌となっている。淡水産の掩喉綱には特殊な寄生虫として軟胞子虫の Buddenbrockia が知られている。

## 利害
フサコケムシやホンダワラコケムシなど、多くの種類が人工的な基盤上によく繁殖する。生簀に繁殖すると網目を詰まらせ、あるいは船底に付着して船足を止めるので嫌われる。淡水産のオオマリコケムシは巨大なゼラチン質の群体となって水中に浮遊し、人を驚かせることがあり、また水質悪化を招く場合もある。
一部の種は毒性を持ち、漁夫の皮膚病の原因となる。フサコケムシ Bugula neritinaは、抗がん剤になりうる細胞毒性を持つブリオスタチンという化合物を生成するとして、注目を集めている。

## 化石
外肛動物の化石はオルドビス紀初期以降の地層から発見されている。オルドビス紀の海底生態系の中では主要なものの1つで、現代の外肛動物と同じように堆積物の固定化や深海底での食物源として重要な役割を果たしていた。3億5400万年から3億2300万年前のミシシッピ紀には、外肛動物の外骨格はほとんどの石灰岩の元になっている。これまでに1000種以上の外肛動物の化石が見つかっている。カンブリア紀も外肛動物は存在していたと思われるが、骨格が軟らかかったかその他の理由で化石が残っていない。
外肛動物の化石の多くは鉱物質の骨格である。個虫の骨格は管状のものから箱状のものまで様々な形であるが、繊毛で餌を取り込むための開口がついている。オルオビス紀の外肛動物の化石のほとんどには穴が開いているのは見られないが、個虫同士が上皮細胞でつながれていた証拠が見つかっている。
外肛動物の進化上の最も大きな出来事の1つは、石灰質の骨格の獲得と触手の構造の変化である。固い外骨格を獲得することによって個虫同士はより接近することが可能となり、群体としての進化が始まった。
なお、化石が得られるのは裸喉綱のみであり、掩喉綱の化石は発見されたことがない。

## 歴史
この類は古くはサンゴなどとともに植虫 (Zoophyta) などと呼ばれたが、その内部構造などが明らかになると、間違いなく動物であり、しかもサンゴなどよりはるかに複雑な構造であることが判明したことから独立に扱われるようになり、Ehrenberg (1831) によりコケムシ類 (bryozoa) とされた。当初はスズコケムシ類もこれに含めたが、両者の違いがはっきり理解されるに従い、それぞれ独立した群と見なされるようになった。外肛動物の名は、スズコケムシ類との関連で、コケムシ類の場合は肛門が触手冠の外にあるのに対して、スズコケムシ類ではその内側にあるため、この類を内肛動物と呼んだのに対比させたものである。

## 分類
構造と生活様式の類似性から、外肛動物は、かつては外肛動物と内肛動物の2つの亜門に分かれると考えられていた。また有輪動物をこの仲間に入れる研究者もいた。しかし内肛動物は体腔を持たずらせん卵割が行われるのに対して、外肛動物は体腔を持ち、放射卵割が行われる。また分子生物学的な研究によっても外肛動物と内肛動物の系統的な位置は離れていることが示された。これらのことから、現在では内肛動物は150種ほどが含まれる独立の門と見なされている。
外肛動物は、裸喉綱と狭喉綱、掩喉綱の３綱に分類される。このうち掩喉綱は他の二綱と似た点も多いが、相違点も多いため、異なる系統に属する可能性も示唆されている。
- 裸喉綱 Gymnolaemata
  - 櫛口目 Ctenostomata - ツツコケムシ、センナリコケムシ、ホンダワラコケムシ、チャミドロコケムシ
  - 唇口目 Cheilostomata - ヒメコケムシ、アミメコケムシ、イタコケムシ、フサコケムシ、チゴケムシ、スナツブコケムシ、アミコケムシ
- 狭喉綱 Stenolaemata
  - †隠口目 Cryptostomida - 中生代末に絶滅
  - †変口目 Trepostomatida - 中生代末に絶滅
  - †胞孔目 Cystoporida - 中生代末に絶滅
  - †窓格目 Fenestrida - 中生代末に絶滅
  - 円口目 Cyclostomata - キクザラコケムシ、クダコケムシ、サラコケムシ
- 掩喉綱 Phylactolaemata
  - ハネコケムシ目 Plumatellida - ハネコケムシ、ヒナコケムシ、ヒメテンコケムシ、カンテンコケムシ、オオマリコケムシ、アユミコケムシ